# Xã South Heidelberg, Quận Berks, Pennsylvania
Xã South Heidelberg (tiếng Anh: South Heidelberg Township) là một xã thuộc quận Berks, tiểu bang Pennsylvania, Hoa Kỳ. Năm 2010, dân số của xã này là 7.271 người.